# Boudewijn Röell

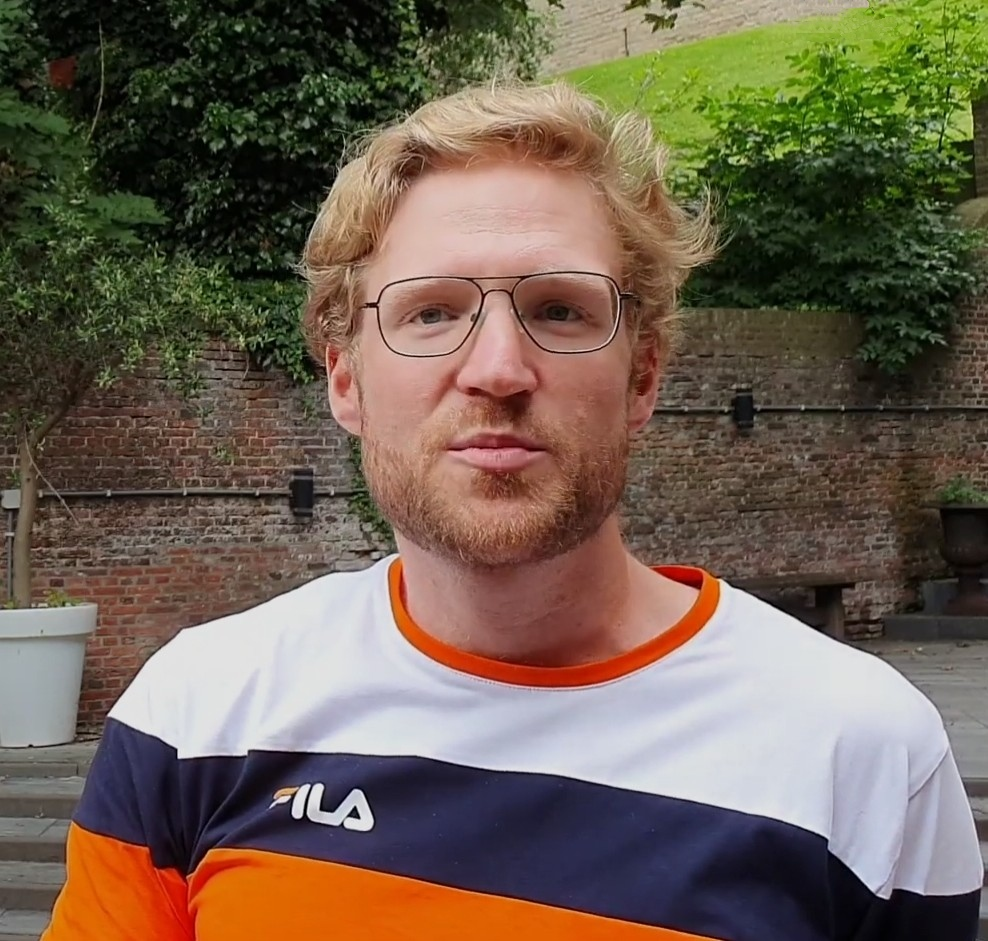
Boudewijn Röell, 2021

Boudewijn Röell (* 12. Mai 1989 in Leidschendam) ist ein niederländischer Ruderer, der 2016 Olympiadritter mit dem Achter war.

## Sportliche Karriere
Der 1,95 m große Ruderer belegte 2009 bei den U23-Weltmeisterschaften den siebten Platz im Vierer mit Steuermann, 2010 und 2011 erreichte er jeweils mit dem Achter den sechsten Platz. 2013 gewann er mit dem niederländischen Achter die Bronzemedaille bei den Europameisterschaften, bei den Weltmeisterschaften in Chungju erreichte der Achter den fünften Platz. 2014 belegte der niederländische Achter den siebten Platz bei den Europameisterschaften und den achten Platz bei den Weltmeisterschaften. 2015 erreichte der Achter bei beiden Titelkämpfen das A-Finale, nach einem sechsten Platz bei den Europameisterschaften gewann Röell mit dem niederländischen Achter bei den Weltmeisterschaften die Bronzemedaille hinter den Briten und den Deutschen. 2016 siegte der niederländische Achter bei den Weltcupregatten in Varese und Luzern. Dazwischen belegte der Achter den sechsten Platz bei den Europameisterschaften. Bei den Olympischen Spielen in Rio de Janeiro erkämpfte der niederländische Achter mit Dirk Uittenbogaard, Boaz Meylink, Kaj Hendriks, Boudewijn Röell, Olivier Siegelaar, Tone Wieten, Mechiel Versluis, Robert Lücken und Steuermann Peter Wiersum die Bronzemedaille hinter den britischen Weltmeistern und den deutschen Europameistern. Nach einem Jahr Pause trat Boudewijn Röell 2018 in einem weitgehend neu zusammen gesetzten Achter an. Dieser neue Achter gewann die Silbermedaille bei den Europameisterschaften 2018 und belegte den siebten Platz bei den Weltmeisterschaften. Zu Beginn der Saison 2019 erkämpfte der niederländische Achter bei den Europameisterschaften 2019 in Luzern Bronze hinter den Deutschen und den Briten. Bei den Weltmeisterschaften gewann er mit Vincent van der Want, Jan van der Bij und Nelson Ritsema im Vierer ohne Steuermann das B-Finale, was Platz 7 bedeutete. 2020 startete er zusammen mit Jan van der Bij, Sander de Graaf und Nelson Ritsema bei den Europameisterschaften. Sie gewannen den Titel vor Italien und den amtierenden Weltmeistern aus Polen. Bei den Olympischen Spielen in Tokio belegte der niederländische Vierer den sechsten Platz.